# Пеньково (Кировская область)
 Пеньково — деревня в Кировской области. Входит в состав муниципального образования «Город Киров»

## География
Расположена на расстоянии примерно 6 км по прямой на юг-юго-запад от железнодорожного вокзала станции Киров.

## История
Известна с 1802 года как деревня Пенковская с 4 дворами. В 1873 году здесь (Пеньковская или Пеньковы) дворов 7 и жителей 58, в 1905 9 и 54, в 1926 (хутор Пеньково) 11 и 67, в 1950 10 и 44, в 1989 (снова деревня) 29 жителей. Административно подчиняется Ленинскому району города Киров.

## Население
Постоянное население составляло 32 человек (русские 85%) в 2002 году, 23 в 2010.